# كوهي كوراتا
كوهي كوراتا (باليابانية: 蔵田 岬平) (مواليد 22 سبتمبر 1990)، هو لاعب كرة قدم ياباني سابق كان يلعب كلاعب وسط.

## وصلات خارجية
- كوهي كوراتا على موقع رابطة كرة القدم اليابانية للمحترفين (اليابانية)
- كوهي كوراتا على موقع قاعدة بيانات كرة القدم.إي يو (الإنجليزية)
- كوهي كوراتا على موقع Soccerway.com (الإنجليزية)